# Хронология средневековой грузинской литературы
В списке представлены оригинальные и переводные произведения грузинской литературы V—XVIII веков, как художественные, так и близкие к ним (например, исторические сочинения).
Как это типично для средневековья, обозначения «Руставели», «Цуртавели», «Тбилели» и т. д. — не фамилии в современном смысле, а обозначения места жительства или прозвища.
О времени возникновения грузинской письменности и спорах по этому вопросу см. Грузинское письмо.

## Исторический очерк

### Раннее средневековье, V—X века
Грузинская литература возникла в V веке. С V до XI столетия она имеет исключительно церковно-религиозное содержание. Первый сохранившийся памятник грузинской литературы — сочинение Якова Цуртавели «Мученичество Шушаник» (написан между 475—484 годами).

### Высокое и позднее средневековье, X—XVI века
С V по X века в грузинской письменности нет историграфических трудов. Собственно историографическая литература Грузии формировался в XI—XII веках.Первый известный исторический труд — небольшое историческое сочинение «Летопись абхазских царей» начала XI века.
XII век — классический период в истории грузинской средневековой культуры.

### Хронология событии
- Первые памятники грузинской эпиграфики — первая половина V века.
- Первая половина XVII века — возникновение в Риме грузинского книгопечатания.
- 1709 — начало книгопечатания в Грузии.
- 1712 — первое издание «Витязя в тигровой шкуре» с комментариями Вахтанга VI.
- 1765 — Изгнание Саят-Новы из Грузии.
- 1777 — Изгнание Бесики из Картли.

## Грузинский народный эпос
- «Сказание об Амирани»

## V век
- Яков Цуртавели — «Мученичество Шушаник» (между 475—484 годами) — первый сохранившийся памятник грузинской литературы.

## VI век
- Аноним — «Мученичество Евстафия Мцхетели»
- Аноним — «Мученичество Абибоса Некресели».
- Аноним — «Мученичество Раждена Первомученика».

## VII век
- Кирион I — автор трактатов против монофизитов (произведения не сохранились, известны отрывки писем на армянском языке)

## VIII век
- Иоанн Сабанисдзе — «Мученичество Або Тбилели» (после 786).
- Аноним — «Житие святой Нины» («Обращение Картли»). Написано на рубеже VIII—IX веков, в XI—XII веках перерабатывалось.

## IX век
- Григорий Хандзтели (759—861) — церковный деятель и книжник, гимнограф.
- Арсений — автор церковно-полемических трактатов.
- Аноним — «Мученичество Константина-Кахи»

## X век
- Василий Зарзмели — «Жития Серапиона Зарзмели».
- Георгий Мерчули — «Жития Григория Хандзтели»
- Иоанн-Зосим Синайский — гимн «Похвала и славословие грузинскому языку»
- Иоанн Болнели — проповеди
- Стефан Мтбевари — «Мученичество Михаила Гоброна»
- Филипп Синайский — песнопения Богородице.
- Иоанн Мтбевари— гимнограф
- Иоанн Минчхи — гимнограф
- Стефан Сананоисдзе — гимнограф
- Микел Модрекили — гимнограф, составитель сборника песнопений.
- Аноним — «Летопись абхазских царей» (конец X или начало XI века)
- Аноним — «Этериани» (X или XI век), романтический эпос[4].

## XI век
- Георгий Атонели (1009—1065) — «Жития Евфимия Святогорца»
- Георгий Мцире — «Жития Георгия Святогорца»
- Леонти Мровели — хроника «Жизнь картлийских царей»
- Сумбат Давитисдзе — «История царского дома Багратионов»
- Джуаншер Джуаншериани — «Жизнь Вахтанга Горгасала»

## XII век
- Арсен Икалтоели (ок.1050—1125-годы) — богослов, сборник «Догматикон»
- Давид Строитель (1073—1125) — «Покаянное песнопение»
- Деметре I (1093—1156) — гимн Богородице
- Николай Гулаберисдзе — автор трактата в защиту женщин
- Аноним — историк Давида Строителя
- Аноним — повесть «Амиран-Дареджаниани» (приписывается Мосе Хонели)
- Иоанн Шавтели — поэма «Абдул-Мессия»
- Шота Руставели — поэма «Витязь в тигровой шкуре»
- Чахрухадзе— сборник стихов «Тамариани»

## XIII век
- Аноним — «Жизнь царицы цариц Тамар» (приписывается Басили)
- Арсений Булмаисимисдзе — гимнограф
- Тбели Абусерисдзе — историк
- XIII—XIV века — проложные жития Луки Иерусалимского и Николая Двали.

## XIV век
- Аноним — «Летопись»
- Аноним — «Распорядок царского двора»

## XV век
- Аноним — «Свод царицы Анны»
- Аноним — «Ростомиани» (прозаический перевод «Шахнаме»)
- Стихотворные надписи на стенах Ванской пещеры (среди авторов: Анна Рчеулишвили, Тумиан Годжишвили и другие)

## XVI век
- Баграт Мухранели — прозаический трактат против мусульман
- Симеон Шотадзе — поэма «Похвала св. Георгию»

## XVII век
- Начало XVII века — поэма «Омаиниани» (продолжение «Витязя в тигровой шкуре»).
- XVII век — поэтические переложения «Амирандареджаниани» (Сулхан и Бегтабег Таниашвили); прозаических версий «Ростомиани» (Мамука Тавакалашвили и Бардзим Вачнадзе).
- Летопись «Свод царицы Мариам» (1633—1646).
- Середина XVII века — собрание повестей «Русуданиани» неизвестного автора.
- XVII век — сказочные повести «Варшакиани», «Сиринозиани», «Спилендз-Калакиани».
- Парсадан Горгиджанидзе (XVII век). Писатель и историк.
- Царь Теймураз I Багратиони (1589—1663). Поэмы «Мученичество царицы Кетеван» («Кетеваниани»), «Маджама», лирика, поэмы по мотивам персидской поэзии: «Вардбулбулиани» («Соловей и роза»), «Шампарваниани» («Свеча и мотылёк»), «Леил-Маджнуниани» («Лейла и Меджнун»), «Иосеб-Зилиханиани» («Юсуф и Зулейха»).
- Гарсеван Чолокашвили (середина XVII века). Стихотворение «Восхваление плодов».
- Иосиф Саакадзе (Иосиф Тбилели) (умер в 1688 году). Поэма «Дидмоуравиани» («Жизнь великого Моурава», о Георгии Саакадзе).
- Пешанги Берткадзе (вторая половина XVII века). Историческая поэма «Шахнавазиани» (о Вахтанге V).
- Царь Арчил II Багратиони (1647—1713). Поэмы «Нравы Грузии», «Спор Теймураза и Руставели». Поэтическое переложение «Висрамиани». Перевёл на грузинский с церковнославянского «Сербскую Александрию» и другие сочинения. Переводчик Библии.

## XVIII век
- Сулхан-Саба Орбелиани (1658—1725). «Мудрость вымысла» (сборник повестей). Составитель словаря грузинского языка, автор дневника путешествия по Европе.
- Вахтанг VI (1675—1737, царь в 1703—1724). По его повелению комиссия учёных мужей составила свод «Картлис цховреба». «Уложение Вахтанга». Сочинение по химии. Перевёл на грузинский сборник «Калила и Димна», который затем обработал С.-С. Орбелиани.
- 1720-е — Папуна Орбелиани. Поэма «Бедствия Картли», сочинение «История Картли».
- 1731 — трактат Мамуки Бараташвили «Чашники» («Учение о стихосложении»). Он же — автор лирических стихов, поэмы «Джимшедиани» (1732).
- 1730-е — Иесей Тлашадзе. Историческая поэма «Бакариани».
- 1730-е — Иона Гедеванишвили. «Путешествие по святым местам христианского Востока в Европе».
- 1730-е — Рафаил Данибегашвили. «Путешествие в Индию».
- 1740-е — Папуна Орбелиани, Сехниа Чхеидзе, Оман Херхеулидзе. Летописный сборник «Жизнь Грузии».
- 1740-е — Иесей Осесдзе. «Завещание».
- Вахтанг Орбелиани (первая половина XVIII века). Автор описания Петергофа.
- Габриэл Геловани (первая половина XVIII века). Автор мемуаров о Вахтанге VI.
- Отия Павленишвили (XVIII век). Поэма «Вахтангиани» (о Вахтанге VI).
- Фома Бараташвили (XVIII век).
- Мамука Гурамишвили (XVIII век).
- Димитрий Орбелиани (XVIII век).
- XVIII век — теологическо-полемические сборники Бессариона Бараташвили «Молот», Тимотэ Габашвили «Клещи».
- Тимотэ Габашвили — автор описания путешествия в Иерусалим и Афон.
- XVIII век — проповеди Амвросия Некресели, Антония Цагерели-Чкондидели.
- Середина XVIII века — грузинские стихи Саят-Новы.
- Теймураз II, царь Кахети и Картли (1700—1762). Поэма «Спор дня и ночи». Цикл стихов, обращённых к В. А. Бутурлиной (1760—1762).
- Захария Габашвили (1707—1783). Сатирическое послание против Антония I.
- Вахушти Багратиони (ок.1696 — 1784). «История Грузии» (завершена в 1745 году), труд по географии Грузии.
- Давид Гурамишвили (1705—1792). Сборник «Давитиани» (включает поэму «Бедствия Грузии»), поэма «Пастух Кацвия» («Весёлая весна»), «Плач Давида о мгновенном мире», «Жалоба Гурамишвили», лирика.
- Антоний I, католикос (1720—1788). Проповеди, сочинения по истории и богословию «Мерное слово» (обзор грузинской письменности).
- Бесики (Бессарион Габашвили) (1750—1791). Поэма «Аспиндза» (1770), «Послание издалека», «Соболезнование», лирика. Поэма-ода «Рухская битва», сатирическая поэма «Невестка и свекровь» (1770-е).
- Мзечабук Орбелиани (ум.1794). Поэт.
- Александр Амилахвари (1750—1801). Переводчик с грузинского на русский: «Действия в Астрахани», «История Георгианская» (СПб, 1779), философский трактат «Мудрец Востока».
- Давид Орбелиани (вторая половина XVIII века). Поэзия.
- Димитрий Саакадзе (вторая половина XVIII века). Лирика.
- Манана (Зедгенидзе либо Джавахишвили) (конец XVIII века). «Разговор с малярией».
- Конец XVIII века — сборник лирики «Наргизовани» неизвестного автора.
- Пётр Ларадзе (конец XVIII века) — лирика и приключенческая повесть «Дилариани».
- Годердзи Пиралишвили (конец XVIII века). «Беседа жаворонка с зябликом».
- Элизбар Эристави (конец XVIII века).
- Литераторы Димитрий, Эгнате и Георгий Туманишвили (конец XVIII века).
- 1798 — Надгробная речь Соломона Леонидзе на смерть Ираклия II.
- Давид Алексишвили (1745—1824). Ректор духовной семинарии, переводчик.
- Димитрий Багратиони (1746—1828). Сборник стихов «Димитриани» и поэма «Кетеваниани».
- Давид Багратиони (1767—1819). «История Грузии», правовой кодекс, поэзия. Полный перевод на грузинский трактата «О духе законов».
- Иоанн Багратиони (1768—1830). Историк, лингвист, литературовед и поэт. Сочинение «Описание Картли и Кахети». «Калмасоба» («Поучение в шутках», завершена в 1828).
- Георгий Багратиони (1778—1807). Автобиографический роман «Хубмардиани».
- Теймураз Багратиони (1783—1846). «История Грузии», толкование поэмы Руставели.
- Царевны Кетеван, Мария и Теклэ Багратиони также известны как поэтессы.

## Переводчики и средневековые переводные памятники
- «Мученичество Микела Саввинского» (IX или X века), переводная агиографическая поэма неизвестного автора.
- Евфимий Атонели (Афонский, или Евфимий Святогорец) (955—1028). Переводы с греческого на грузинский. Переводы с грузинского на греческий повести «Мудрость Балавара» («Варлаам и Иоасаф») и других произведений. Гимны. Греческое сочинение «Правила для отшельника».
- «Висрамиани» (начало или первая половина XII века) — грузинское переложение Саргиса Тмогвели поэмы Гургани «Вис и Рамин».
- Ефрем Младший (Ефрем Мцире) (ум.1103). Перевод с греческого на грузинский «Ареопагитик» и «Источника знания» Иоанна Дамаскина.
- Иоанн (Иоанэ) Петрици (ум.ок.1125). Перевод «Первооснов теологии» Прокла с подробными толкованиями, перевод «О природе человека» Немесия Эмесского.
- Макарий Месхи (не позднее XIV века). Перевод с сирийского «Жития Петра Ивера».
- XVI век — переводы на грузинский персидских «продолжений» «Шахнаме» — «Барзу-наме», «Утрутиани», «Саамиани», «Бааманиани».
- Продолжения «Ростомиани» — неизвестного автора середины XVI века и Хосроя Турманидзе (конца XVI века).
- Конец XV—XVI век — продолжение «Ростомиани» — грузинское поэтическое переложение «Шахнаме». Первый автор Серапион Сабашвили-Кеделаури.
- Георгий Авалишвили (1769—1850). Автор переводов пьес Сумарокова и драмы «Теймураз II».
- XVIII век — Давид Чолокашвили (ок.1733-1809) осуществляет переделку «Ифигении» Расина.
- Александр Багратиони (сын Арчила II) (ум.1711). Переводчик с русского и западных языков.
- XVIII век — переводы с персидского: романа «Караманиани», «Сейлан-наме», «Сокровище владык», «Бахтияр-наме», «Поучение Ахикара».

### Русские переводы произведений
В этот список не включены публикации произведений Иоанна Петрици, Шота Руставели, Сулхан-Саба Орбелиани, Давида Гурамишвили и Саят-Новы.
- Поэзия Грузии. М.-Л., ГИХЛ. 1949. 508 стр. 20000 экз.
- Антология грузинской поэзии. М., ГИХЛ. 1958. 1958. 803 стр. 20000 экз.
- Древнегрузинская литература (V—XVIII вв.). Тексты. / Пер. с груз. Тб., Издательство ТбГУ. 1982. 735 стр. 2000 экз. 2-е изд. Тб., 1987.
- Грузинская проза. Избранные романы, повести и рассказы. В 3 т. Т.1. V век — первая половина XIX века. М., ГЛИ. 1955. 464 стр. 90000 экз. (произведения Я.Цуртавели, И.Сабанисдзе, Г.Мерчули, М.Хонели, С. С. Орбелиани, И.Багратиони, Л.Ардазиани, Д.Чонкадзе)

### V—X века
- Памятники древнегрузинской агиографической литературы. / Пер. К. С. Кекелидзе. Тб., 1956. 106 стр. 2000 экз. (Я. Цуртавели. Мученичество Шушаники. И.Сабанисдзе. Мученичество Або Тбилели. В.Зарзмели. Житие Серапиона Зарзмели).
- Яков Цуртавели. Мученичество Шушаник / Пер. В. Д. Дондуа, примеч. З. Н. Алексидзе. — Тбилиси, 1978. — 54 с. — 3000 экз.
- Обращение Грузии. / Пер. Е. С. Такайшвили, комм. М. С. Чхартишвили. Тб., 1989. 78 стр. 1800 экз.
- Житие и деяния Илариона Грузина. / Пер. Г. В. Цулая. М., 1991. 84 стр. 2-е изд. М., 1998. 134 стр. (святой IX века)

### XI—XIV века
- Леонти Мровели. Жизнь картлийских царей: Извлечение сведений об абхазах, народах Северного Кавказа и Дагестана. М., Наука. 1979. 104 стр. 24000 экз.
- Джуаншер Джуаншериани. Жизнь Вахтанга Горгасала- Жизнь Вахтанга Горгасала. / Пер. и примеч. Г. В. Цулая. Тб., 1986. 149 стр. 4500 экз.
- Сумбат Давитисдзе. История и повествование о Багратионах. Тб., 1978. 69 стр. 2500 экз.
- Летопись Картли. / Пер. Г. В. Цулая. Тб., 1982. 112 стр.
- Памятники эпохи Руставели. Л., Изд-во АН. 1938. 406 стр. 5000 экз.
- Чахрухадзе. Тамариани. / Пер. Ш.Нуцубидзе. Тб., 1942. 168 с. (отрывки из «Тамариани»)
- Шавтели. Абдул-Мессия. / Пер. Ш.Нуцубидзе. Тб., 1942. 134 с. (отрывки из поэмы)
- Висрамиани. / Пер. С.Иорданишвили. Тб., 1968. 287 стр. 100000 экз.
- Мосэ Хонели. Амиран-Дареджаниани. / Пер. Б.Абуладзе. Тб., 1965. 208 стр. 100000 экз.
- Жизнь царицы цариц Тамар. / Пер. и введ. В. Д. Дондуа, прим. М. М. Бердзнишвили. Тб., 1985. 71 стр. 11000 экз.
- История и восхваление венценосцев. / Пер. К. С. Кекелидзе. Тб., 1954. 112 стр.
- Отрывки из Хронографа XIV века в пер. Г. В. Цулая: Легенда о Чингисхане; Рассказ о хорезмшахе.
- Памятник эриставов. / Пер. С. С. Какабадзе. Тб., 1979. 54 стр. 2000 экз.

### XVII век
- Парсадан Горгиджанидзе. История Грузии. / Пер. Р. К. Кикнадзе, В. С. Путуридзе. Тб., 1990. 182 стр. 4100 экз.
- Иосиф Тбилели. Великий Моурави. / Пер. Г.Цагарели. М., ГЛИ. 1945. 82 с.
- Нодар Цицишвили. Семь планет (Барам-Гуриани). / Пер. Б. Т. Руденко. (Серия «Памятники письменности Востока». Вып.50). М., 1975. 428 стр.
- Русуданиани. / Пер. А. Н. Беставашвили. 2-е изд. М., Наука. 1988. 528 стр.
- Мученичество царя Луарсаба. / Пер. Г. В. Цулая (1998)

### XVIII век
- Вахушти Багратиони. История царства Грузинского. / Пер. Н. Т. Накашидзе. Тб., 1976. 339 стр. 5500 экз.
- Чхеидзе, Сехниа. История Грузии: («Жизнь царей») (недоступная ссылка). / Пер. Н. Т. Накашидзе. Тб., 1954. 112 стр.
- Похождение принцессы Гуланданы и принца Барама. / Пер. с груз. Тб., 1983. 138 стр.